# ビーラ・ツェールクヴァ連隊

連隊の紋章。外敵の来襲に備える弓に上向きの三矢。

ビーラ・ツェールクヴァ連隊（ウクライナ語：Білоцерківський полк）は、17世紀半ばから18世紀にかけて、右岸ウクライナに位置したコサックの連隊の一つ。コサック国家の軍事・行政単位。ビーラ・ツェールクヴァ連隊区とも。連隊庁所在地はビーラ・ツェールクヴァ町（1648年－1712年）。連隊名はビーラ・ツェールクヴァに由来する。23の百人隊を含んだ。1667年に、ロシア・ツァーリ国とポーランド・リトアニア共和国によるコサック国家の分割に伴ってポーランド・リトアニア共和国の支配下に置かれ、1699年に廃止された。1702年にコサック反乱軍によって再編成されたが、1712年にポーランド政府によってふたたび廃止された。